# Milton Keynes

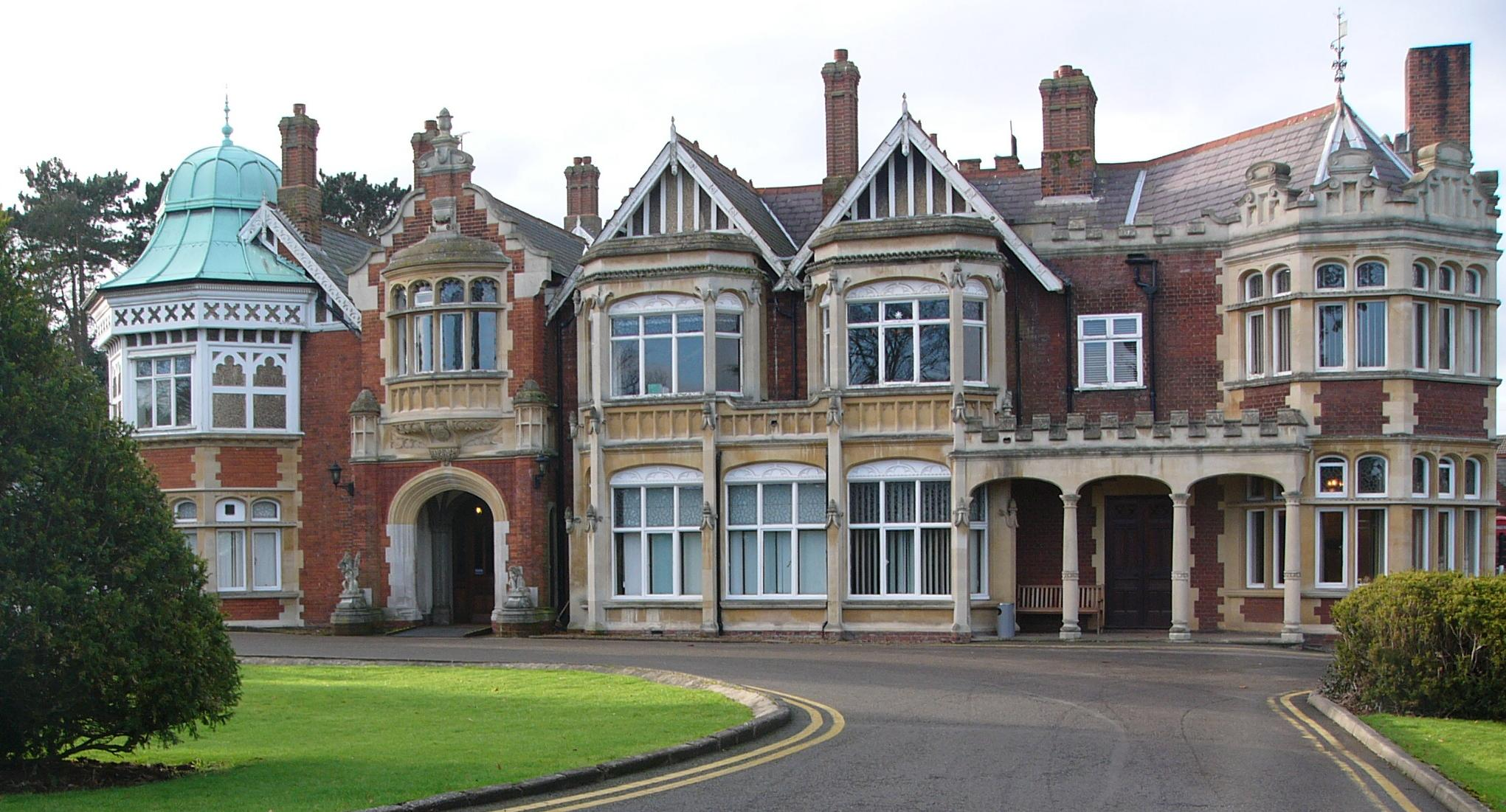
Bletchley Park

Milton Keynes (wym. ˈmɪlt(ə)n ˈkiːnz) – miasto (city) w Wielkiej Brytanii, w Anglii, położone w hrabstwie ceremonialnym Buckinghamshire, w regionie South East England, 75 km od Londynu, będące ośrodkiem administracyjnym jednolitej jednostki administracyjnej (unitary authority) Milton Keynes. Miasto znajduje się w połowie drogi pomiędzy Londynem a Birmingham oraz między Oksfordem a Cambridge. W pobliżu miejsce związane z kryptologią – Bletchley Park. W 2021 roku miasto liczyło 197 340 mieszkańców. W mieście rozwinął się przemysł precyzyjny oraz elektroniczny.

## Powstanie miasta
W latach 60. XX wieku rząd brytyjski zadecydował o utworzeniu nowego miasta, mającego na celu zmniejszenie gęstości zaludnienia Londynu i Birmingham. Zdecydowano się na budowę nowego miasta w miejscu równo oddalonym od Londynu, Oksfordu, Leicester i Birmingham, tak aby stanowiło samodzielne centrum o znaczeniu ponadlokalnym. Oficjalnie powstało 23 stycznia 1967 roku. Nazwa miasta została zaciągnieta od wsi o tej samej nazwie leżącej na terenie obecnego MK.

## Założenia urbanistyczne
Postanowiono, że nowe miasto będzie oparte na koncepcji miasta-ogrodu. Założono, że miasto nie będzie miało jednego znaczącego centrum, a efekty miejskie będą rozłożone równomiernie w całym mieście. Układ ulic oparto na prostokątnej siatce w układzie hierarchicznym (ulice ważniejsze i mniej ważne). Główną ideą była niewielka (ok. kilometrowa) odległość między największymi ulicami siatki. Skrzyżowania większości ulic mają charakter rond. Większość ulic oddzielona jest od terenów zabudowanych pasami zieleni lub drzewami. Początkowo zakładano, że „najwyższy budynek nie będzie wyższy niż najwyższe drzewo”, jednakże z biegiem czasu powstał 14-piętrowy biurowiec.

## Sport
Milton Keynes posiada drużynę piłkarską MK Dons, która gra obecnie w IV lidze (League Two). Jest siedzibą zespołu F1 Red Bull Racing. Miasto posiada też wielokrotnego mistrza Anglii w hokeju na lodzie MK Lightning oraz czołową męską drużynę koszykarską MK Lions.

## Miasta partnerskie
- Bernkastel-Kues